# إدوارد غودريتش أتشيسون
إدوارد غودريتش أتشيسون (بالإنجليزية: Edward Goodrich Acheson) هو كيميائي أمريكي عاش في الفترة بين سنتي 1856 و1931. ولد في مدينة واشنطن (بنسيلفانيا)، تمكن من اختراع عملية أتشيسون، من أجل اصطناع كربيد السيليكون (الكربورندوم).